# Catch and kill
Catch and kill ist eine Technik, die von Zeitungs- und Zeitschriftenverlagen verwendet wird, um eine Person daran zu hindern, Informationen, die schädlich für eine dritte Partei sind, zu veröffentlichen.
Dabei wird ein rechtlich wirksamer Geheimhaltungsvertrag zwischen der Person und dem Verlag unterschrieben. Der Verlag erwirbt die Exklusivrechte an der Veröffentlichung der spezifischen Geschichte und Informationen der Person. Danach „killt“ der Verlag die Geschichte für die dritte Partei, indem er die Informationen nie veröffentlicht und durch die Exklusivrechte auch niemand anderem erlaubt ist, die Informationen zu veröffentlichen.
Die Zeitschrift National Enquirer und ihr Mutterkonzern American Media, Inc. haben diese Technik wiederholt verwendet.

## Beispiele
Beispiele, bei denen Zeitschriften bezichtigt wurden, die Technik angewendet zu haben, sind:
- 2003 unterzeichnete der National Enquirer einen Exklusivvertrag über 20.000 USD mit Gigi Goyette zu ihrer außerehelichen Affäre mit Arnold Schwarzenegger, der damals als Gouverneur von Kalifornien kandidierte. Danach veröffentlichte die Zeitschrift die Geschichte nie und fragte Goyette auch nicht nach weiteren Informationen.[3]

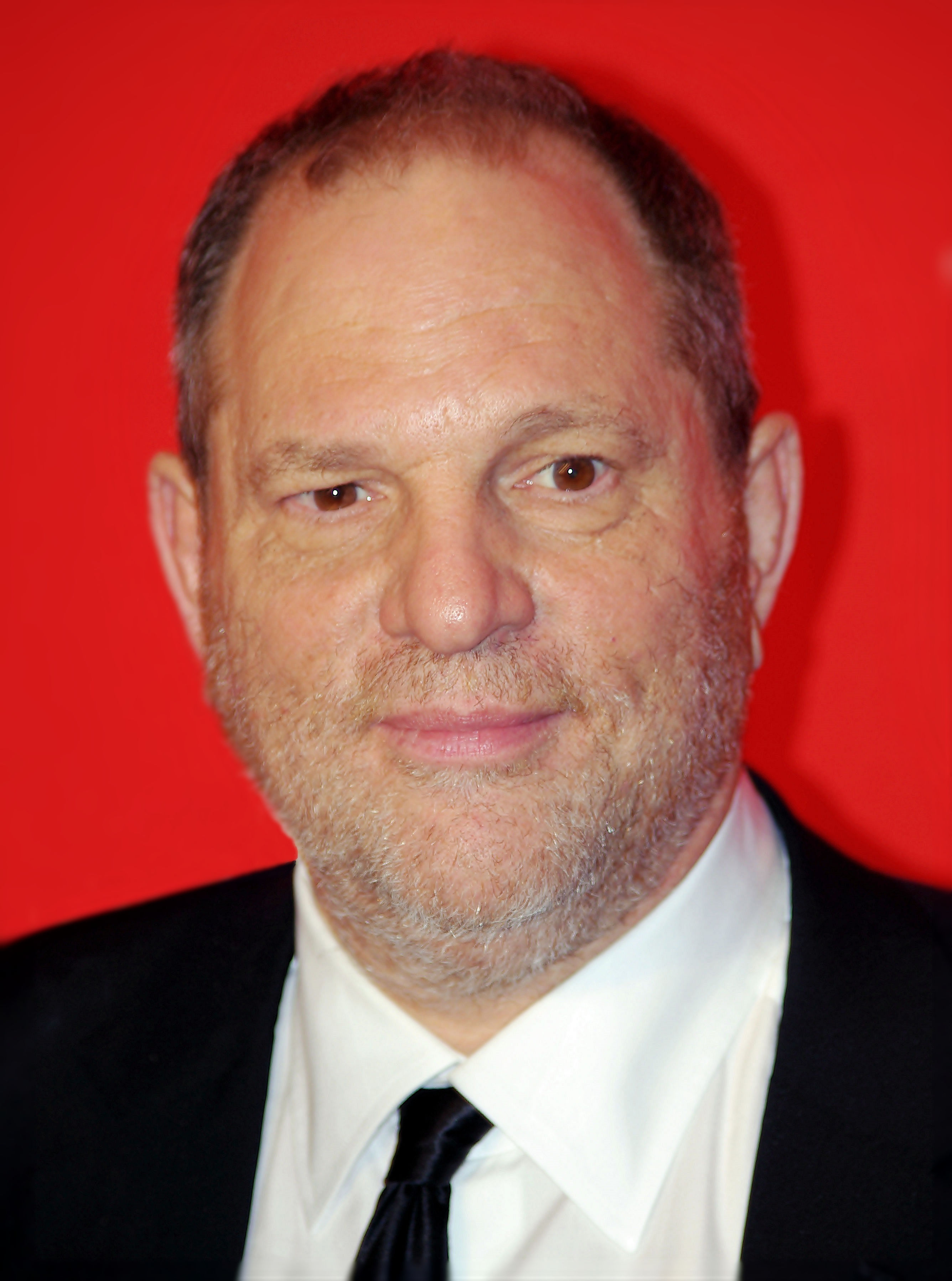
Harvey Weinstein (2011)

- 2015 versuchte der National Enquirer, einen Vertrag mit Ambra Battilana zu den Exklusivrechten an der Geschichte zur sexuellen Nötigung durch Harvey Weinstein zu unterzeichnen. Dies geschah, nachdem Weinstein den Leiter der Zeitschrift um Hilfe in dem Fall gebeten hatte. Nachdem Battilana nicht zu einer Vereinbarung gebracht werden konnte, versuchte der National Enquirer stattdessen, kompromittierende Informationen zu ihr und anderen Opfern von Weinstein zu sammeln. Ronan Farrow, der Journalist, der schlussendlich die Geschichte von Battilana und anderen Opfer Weinsteins veröffentlichte, brachte 2019 ein Buch mit dem Titel: Catch and Kill: Lies, Spies, and a Conspiracy to Protect Predators heraus.[4]
- Im Jahr 2015 zahlte die Muttergesellschaft des National Enquirer, American Media, einem ehemaligen Portier im Trump Tower 30.000 Dollar für die Exklusivrechte an seinen Behauptungen, er habe ein Gespräch mitgehört über ein Kind von Donald Trump mit einer Frau, die nicht seine Ehefrau ist, veröffentlichte aber nie einen Artikel über dieses Thema. Im Jahr 2018 gab der Anwalt des Portiers an, dass American Media ihn von seiner Schweigepflicht entbunden habe.[5][6][7]
- American Media wird vorgeworfen, Karen McDougal im Jahr 2016 150.000 US-Dollar für die Geschichte über ihre Liaison mit Donald Trump gezahlt zu haben, ohne die Absicht, die Geschichte zu veröffentlichen. Die „Vereinbarung über die Rechte an der Lebensgeschichte“ umfasst „das ausschließliche Eigentum an ihrem Bericht über jede romantische, persönliche oder körperliche Beziehung, die sie jemals mit einem ‚damals verheirateten Mann‘ hatte“. In seiner Antwort erklärte der Verlag, dass die Vereinbarung auch andere Elemente wie eine regelmäßige Kolumne von McDougal umfasste, und dass er einfach beschloss, die Geschichte nicht zu verwenden. Der CEO von American Media, David Pecker, ist ein Freund von Trump.[1][8][9][10]